# ウージェニア (小惑星)
ウージェニア（エウゲニアとも） (45 Eugenia) は、小惑星帯（メインベルト）の大型の小惑星。地上からの観測によって衛星が発見された最初の小惑星として有名である。メインベルトでは (87) シルヴィアの次に確認された、2個の衛星を持つ小惑星でもある。

## 発見
ウージェニアはヘルマン・ゴルトシュミットによって1857年に発見された小惑星である。この小惑星はナポレオン3世の皇后ウジェニーにちなんで名づけられた。これは実在の人物の名前を付けた初めての小惑星である（(12) ビクトリアは実在のイギリス女王の名前でもあるため揉めたものの、結局はギリシャ神話のウィクトリアであるとして命名された）。なお、「エウゲニア」の表記はラテン語式表記法によるものである。

## 性質
ウージェニアの軌道要素はゲフィオン族のそれに近いが、所属してはいない。なお、きわめて小規模な独自の小惑星族を代表する小惑星だという説もある。
平均直径は214kmほどと考えられる。F型小惑星であり炭素質の組成を持つため、とても暗い色をしている。(253) マティルドと同じようにこの型の小惑星の密度は異様に低く、これはラブルパイルではないかとも考えられる。
ライトカーブ観測では、ウージェニアの自転軸は黄道に対して117度±10度ほど傾いていると考えられる。

## 衛星
1998年11月、ハワイ、マウナケア天文台群のカナダ・フランス・ハワイ望遠鏡の観測員によってウージェニアを巡る軌道上に衛星が発見され、後にプティ・プランスと名付けられた。これは地上の天文台から小惑星の衛星を見つけた最初の例である。
2007年4月7日の国際天文学連合回報 (IAUC) 8817号で、もう一つの衛星 S/2004 (45) 1 の発見が発表された。ヨーロッパ南天天文台に所属するパラナル天文台の 8.2 m VLTで観測された。
| 名前          | 名前                           | 直径 （km） | 軌道 傾斜角 （度） | 離心率 | 軌道 半長径 (km) | 公転 周期 （日） |
| ------------- | ------------------------------ | ----------- | ------------------ | ------ | ---------------- | ---------------- |
| S/2004 (45) 1 | S/2004 (45) 1                  | 6?          | ?                  | ?      | 700?             | 2?               |
| I             | プティ・プランス S/1998 (45) 1 | 13          | 8.0                | 0.01   | 1,184            | 4.766            |